# Kacyk plamoskrzydły
Kacyk plamoskrzydły (Icterus icterus) – gatunek średniej wielkości ptaka z rodziny kacykowatych (Icteridae), zamieszkujący północną część Ameryki Południowej oraz niektóre wyspy Karaibów. Nie jest zagrożony wyginięciem.

## Występowanie
Ptak ten zamieszkuje Wenezuelę (jest jej ptakiem narodowym) i północną Kolumbię. Występuje także na niektórych wyspach Karaibów, w tym na Arubie, Bonaire i Curaçao, gdzie zapewne został zawleczony. Nie migruje.

## Taksonomia
Wyróżnia się trzy podgatunki I. icterus:
- I. i. icterus (Linnaeus, 1766) – kacyk plamoskrzydły[4] – północno-środkowa Wenezuela
- I. i. ridgwayi (E. Hartert, 1902) – północna Kolumbia, północne wybrzeża Wenezueli i sąsiednie wyspy
- I. i. metae Phelps Jr & Aveledo, 1966 – kacyk złotoszyi[4] – północno-wschodnia Kolumbia i zachodnia Wenezuela

Wcześniej za podgatunki kacyka plamoskrzydłego uznawano także kacyka modrookiego (I. jamacaii) i kacyka szafranowego (I. croconotus), które są z nim blisko spokrewnione. Jednak na obszarach, gdzie współwystępują zbiegłe z niewoli osobniki tych gatunków (np. w okolicach Belém), nie odnotowano hybrydyzacji między nimi.

## Morfologia
Długość ciała do 23 cm. Głowa czarna razem z ogonem i dziobem. Kacyk plamoskrzydły jest podobny do kacyka północnego, jednak różni się od niego gołym, błękitnym płatem skóry wokół oka w kształcie łzy. Płat skórny jest bardziej barwny u dorosłych osobników niż u młodych. Na czarnych skrzydłach występuje białe pasmo. Brzuch, plecy i kuper pomarańczowe. Brak dymorfizmu płciowego.

## Ekologia i zachowanie
Zasiedla suche lasy kaktusowe, cierniste zarośla i inne suche siedliska. Jest to ptak dość śmiały i ciekawski.
Kacyk plamoskrzydły odżywia się owocami kaktusów, pisklętami innych ptaków i gąsienicami.
Ptak ten nie buduje torebkowatych gniazd, lecz wykorzystuje wytwory innych ptaków – np. bentewi wielkiego lub cierniaka rudoczelnego; jedynie do zajętych przez siebie gniazd dodaje np. nową wyściółkę. Samica składa 3 różowobiałe jaja z ciemnym plamkowaniem. Kacyk plamoskrzydły jest bardzo wokalny i głośny. Odgłosy przypominają flet.

## Status
Międzynarodowa Unia Ochrony Przyrody (IUCN) uznaje kacyka plamoskrzydłego za gatunek najmniejszej troski (LC – Least Concern). Liczebność światowej populacji nie została oszacowana, ale ptak ten opisywany jest jako dość pospolity, choć rozmieszczony plamowo. Trend populacji uznaje się za stabilny ze względu na brak istotnych zagrożeń. Ponadto możliwe, że kacyk plamoskrzydły jest gatunkiem inwazyjnym na niektórych karaibskich wyspach.